# Pierini
Pour les articles homonymes, voir Pierini (homonymie).
Tribu
Sous-tribus de rang inférieur
- Appiadina Kusnezov, 1921
- Pierina Swainson, 1820
- Aporiina Chapman, 1895

Les Pierini sont une tribu de lépidoptères (papillons) de la famille des Pieridae et de la sous-famille des Pierinae.

## Liste des sous-tribus et des genres
La tribu des Pierini se compose d'une quarantaine de genres, répartis dans trois sous-tribus :
- Sous-tribu des Appiadina Kusnezov, 1921 
  - Appias Hübner, [1819]
  - Saletara Distant, 1885
  - Aoa de Nicéville, 1898
  - Udaiana Distant, 1885

- Sous-tribu des Pierina Swainson, 1820 
  - Baltia Moore, 1878
  - Pontia Fabricius, 1807
  - Pieris Schrank, 1801
  - Talbotia Bernardi, 1958
  - Leptophobia Butler, 1870
  - Pieriballia Klots, 1933
  - Itaballia Kaye, 1904
  - Perrhybris Hübner, [1819]
  - Glennia Klots, 1933
  - Ganyra Billberg, 1820
  - Ascia Scopoli, 1777
  - Reliquia Ackery, 1975
  - Tatochila Butler, 1870
  - Theochila Field, 1958
  - Hypsochila Ureta, 1955
  - Piercolias Grote, 1903
  - Pierphulia Field, 1958
  - Phulia Herrich-Schäffer, 1867
  - Infraphulia Field, 1958

- Sous-tribu des Aporiina Chapman, 1895 
  - Belenois Hübner, [1819]
  - Dixeia Talbot, 1932
  - Cepora Billberg, 1820
  - Prioneris Wallace, 1867
  - Mylothris Hübner, [1819]
  - Delias Hübner, [1819]
  - Leuciacria Rothschild & Jordan, 1905
  - Aporia Hübner, [1819]
  - Melete Swainson, [1831]
  - Pereute Herrich-Schäffer, 1867
  - Leodonta Butler, 1870
  - Neophasia Behr, 1869
  - Eucheira Westwood, 1834
  - Catasticta Butler, 1870
  - Archonias Hübner, [1831]
  - Charonias Röber, 1908